# Ефетов, Фёдор Савельевич
Фёдор Саве́льевич Ефе́тов (8 [20] июля 1874, Одесса, Херсонская губерния — 15 марта 1947, Одесса) — русский и советский учёный-лесовод и агролесомелиоратор, кандидат сельскохозяйственных наук, доцент.

## Биография
Родился 8 (20) июля 1874 года в Одессе. Караим.
В 1903 году в Санкт-Петербурге окончил Императорский лесной институт с дипломом учёного-лесовода 1-го разряда. Защитил дипломную работу на тему: «Естественное возобновление вырубок в Чигиринском лесничестве Киевской губернии». С 1903 года служил лесоводом и лесомелиоратором в ведомстве Лесного департамента в Черниговской, Саратовской, Самарской, Астраханской, Волынской, Подольской, Киевской, Бессарабской, Херсонской, Таврической и Одесской губерниях. Специализировался в вопросах укрепления и лесоразведения балок, крутых склонов, организации лесозащитных полос. На 1911 год — старший таксатор, заведующий работами по укреплению летучих песков в Красноярском районе. С июля 1913 года — заведующий 2-го разряда Волынско-Подольским песчано-овражным округом. Жил в Житомире.
В годы гражданской войны — прапорщик, участник Белого движения. Попал в плен, находился на особом учёте в Одесском ГПУ с 1920 года.
На 1928 год — преподаватель Одесского сельскохозяйственного института. В 1930—1936 годах — научный сотрудник Украинского научно-исследовательского института лесного хозяйства и агролесомелиорации (Харьков). В 1935—1936 году участвовал в разработке генерального плана агролесомелиорационных работ на пятилетку. В 1936 году присвоена степень кандидата сельскохозяйственных наук. С 1936 по 1947 год — доцент Одесского сельскохозяйственного института.
Умер 15 марта 1947 года в Одессе.

## Труды
- Песчано-овражные работы в Волынской губернии : Доклад Ф. С. Ефетова (Житомир). — Одесса : тип.-лит. «Труд» А. И. Гринберга, [1912]. — 2 с. — (Труды 2-го Южно-русского мелиорационного съезда 1912 года в Киеве).
- Древесное семеноводство : Курс лекций, прочитанных на Одесских курсах по семеноводству. — Одесса : Изд-во Наркомзема Украины, 1923. — 72 с.
- Відрядні норми переведення лісокультурних та лісомеліоративних робіт на півдні України :  [укр.] // Труды Южной областной мелиоративной организации. — Одесса, 1928. — Вып. 12.
- Як утворювати лісові полезахисні смуги в степу :  [укр.] // Степове господарство. — 1929. — № 11. — С. 9—11.
- Досвід обслідування лісових полезахисних смуг південної України :  [укр.] // Труды Украинского НИИ сельскохозяйственной мелиорации. — Одесса, 1932. — Т. 1.
- Правила виконання агромеліоративних робіт в Одеській області :  [укр.]. — Одеса, 1937.

## Награды
- Орден Святой Анны 2-й степени
- Орден Святого Станислава 2-й степени
- Орден Святого Станислава 3-й степени[1]